# Lista dynastii chasydzkich
Dynastia chasydzka jest dynastią chasydzyckich duchowych, znanych jako rebbes.

## Cechy dynastii
1. Każdy członek dynastii jest nazywany Admor (skrót od Adireinu moreinu rabeinu, tj. „Nasz mistrz, nasz nauczyciel i nasz rabi”).
2. Ciągłość dynastii zapewniają potomkowie liderów.
3. Imiona nadawane są od nazw kluczowych miast Wschodniej Europy.

## Większe dynastie
| Nazwa           | Aktualny (lub ostatni) rebbe                             | Założyciel                                  | Mieszkający w                                  | Miasto w którym powstał                           |
| --------------- | -------------------------------------------------------- | ------------------------------------------- | ---------------------------------------------- | ------------------------------------------------- |
| Belz            | Yissachar Dov Rokeach (II)                               | Szolem Rokeach (1781–1855)                  | Jerozolima                                     | Bełz, Galicja, Austro-Węgry, Polska, Ukraina      |
| Bobow           | Ben Zion Aryeh Leibish Halberstam; Mordechai Dovid Unger | Szlomo Halberstam I (1847–1905)             | Borough Park, Brooklyn                         | Bobowa i Nowy Sącz, Galicja, Austro-Węgry, Polska |
| Breslev         | Nachman z Bracławia (1772–1810)                          | Nachman z Bracławia (1772–1810)             | Jerozolima, Brooklyn, Humań                    | Bracław, Ukraina                                  |
| Chabad-Lubawicz | Menachem Mendel Schneerson (1902–1994)                   | Szneur Zalman z Ladów (1745–1812)           | Crown Heights, Brooklyn                        | Lubawiczе, Rosja                                  |
| Ger             | Yaakov Aryeh Alter                                       | Icchak Meir Alter (1799–1866)               | Jerozolima, Izrael                             | Góra Kalwaria, Polska                             |
| Klausenberg     | Tzvi Elimelech Halberstam; Shmuel Dovid Halberstam       | Chaim Halberstam z Nowego Sącza (1796–1876) | Borough Park, Brooklyn; Netanja, Izrael        | Kluż-Napoka w Rumunii, i Nowy Sącz w Polsce       |
| Satmar          | Aaron Teitelbaum; Zalman Leib Teitelbaum                 | Moshe Teitelbaum of Ujhel (1759–1841)       | Kiryas Joel, Nowy Jork; Williamsburg, Brooklyn | Satu Mare, Węgry, Rumunia                         |
| Skver           | David Twersky                                            | Yitzchak Twersky                            | New Square                                     | Skwira, Ukraina                                   |
| Vizhnitz        | Moshe Yehoshua Hager; Mordechai Hager                    | Menachem Mendel Hager of Kosov              | Bene Berak, Izrael; Kaser                      | Wyżnica, Ukraina                                  |

## Mniejsze dynastie chasydzkie
| Nazwa dynastii           | Miejsce pochodzenia                                   |
| ------------------------ | ----------------------------------------------------- |
| Aleksander               | Aleksandrów Łódzki                                    |
| Apte                     | Opatów                                                |
| Biala                    | Biała Rawska                                          |
| Bialystock               | Białystok                                             |
| Binding                  | Elbląg                                                |
| Brisdovitz               | Brudzowice                                            |
| Cheshenov (Sanz)         | Nowy Sącz                                             |
| Chortko                  | Czortków                                              |
| Cracow                   | Kraków                                                |
| Dinev                    | Dynów                                                 |
| Dobromil                 | Dobromil                                              |
| Drohovitch               | Drohobycz                                             |
| Izbitze                  | Izbica Kujawska                                       |
| Kalish                   | Kalisz                                                |
| Kielce                   | Kielce                                                |
| Kock                     | Kock                                                  |
| Krasna                   |                                                       |
| Kutna                    | Kutno                                                 |
| Kutznitz                 |                                                       |
| Kuzmir                   | Kazimierz Dolny                                       |
| Lancut                   | Łańcut                                                |
| Lelow                    | Lelów                                                 |
| Lizhensk                 | Leżajsk                                               |
| Lublin                   | Lublin                                                |
| Lutzk                    | Łuck                                                  |
| Narol                    | Narol                                                 |
| Pietrokov                | Piotrków Trybunalski                                  |
| Pinsk                    | Pińsk                                                 |
| Polonne                  | Połonne, Wołyń                                        |
| Przeymisl                | Przemyśl                                              |
| Pshevorsk                | Przeworsk                                             |
| Radomsk                  | Radomsko                                              |
| Radoszyc                 | Radoszyce                                             |
| Radzin (Izhbitza-Radzin) | Radzyń Podlaski                                       |
| Rimenov                  | Rymanów                                               |
| Ropshitz                 | Ropczyce                                              |
| Rzeszow                  | Rzeszów                                               |
| Sanz-Grybov              | Grybów                                                |
| Sanz-Klausenburg         | Kluż-Napoka                                           |
| Sambur                   | Sambor                                                |
| Sadiger                  | Sadagóra, Bukowina, następnie Sanok                   |
| Shidlovtza               | Szydłowiec                                            |
| Sochaczew                | Sochaczew                                             |
| Stanisłavov              | Iwano-Frankiwsk (d. Stanisławów)                      |
| Stolin                   | następnie Stolin-Karlin, ze Stolina, obecnie Białoruś |
| Strikov                  | Stryków                                               |
| Strizov                  | Strzyżów                                              |
| Yeruslav                 | Jarosław                                              |
| Zablitover               | Zabłudów                                              |
| Zbarz                    | Zbaraż                                                |
| Zemigrad                 | Nowy Żmigród                                          |
| Zhitomir                 | Żytomierz                                             |
| Zidichov                 | Żydaczów                                              |
| Zlatipol                 | Złotopol                                              |
| Zlotchov                 | Złoczów                                               |